# Алиев, Хаял Фахри оглы
Хаял Фахри оглы Алиев (азерб. Xəyal Fəxri oğlu Əliyev, род. 15 марта 2006) — азербайджанский спортсмен, выступающий в тайском боксе, чемпион мира и Европы среди юношей 2022 года, бронзовый призёр III Европейских игр и серебряный призёр II Игр стран СНГ.

## Биография
Хаял Фахри оглы Алиев родился 15 марта 2006 года. Будучи учеником 6-го класса средней школы № 283 Бинагадинского района города Баку, он занял первое место на турнире, проводимом Европейской федерацией тайского бокса в весовой категории до 34 кг.
Становился победителем Кубков мира среди юношей в 2016 и 2018 году, которые проходили в Турции. В 2019 году выиграл международный турнир в Иране.
Осенью 2019 года Алиев занял третье место на юношеском чемпионате мира в турецкой Анталье.
В феврале 2022 года, будучи учеником 10-го класса средней школы № 283, выиграл золотую медаль на чемпионате Европы среди юношей, который проходил в турецком Стамбуле. В августе этого же года Хаял Алиев в столице Малайзии Куала-Лумпуре стал чемпионом мира среди юношей, в весовой категории до 60 кг.
В июне 2023 года принял участие на III Европейских играх в Кракове. Это были первые взрослые соревнования в карьере Алиева. На этих Играх он в четвертьфинале весовой категории до 67 кг одержал досрочную победу над Гиоргием Клеином из Грузии, выйдя в полуфинал. Здесь он уступил местному боксёру Оскару Зигерту и стал бронзовым призёром Игр.
В августе 2023 года выиграл серебро на II Играх стран СНГ в Минске.